# Night of Champions (2015)
Night of Champions (2015) — девятое по счёту шоу Night of Champions, PPV-шоу производства американского рестлинг-промоушна WWE. Шоу прошло 20 сентября 2015 года на арене «Тойота Центр» в Хьюстоне, Техас, США.
В главном событии Сет Роллинс победил Стинга и сохранил титул чемпиона мира WWE в тяжёлом весе. Это шоу, включавшее единственный главный матч Стинга на PPV-шоу и матч за титул в WWE, который в свою очередь стал его последним матчем в промоушене, собрало 77 000 покупок (по сравнению с 48 000 в прошлом году).

## Результаты
| №                                | Матч | Тип матча                                                                                                   | Время |
| -------------------------------- | --- | --- | ----- |
| Kickoff                          | Космическая Пустошь (Стардаст и Вознесение (Коннор и Виктор)) победили Луча Драгонс (Калисто и Син Кара) и Невилла | Командный матч 3х3                                                                                          | 9:44  |
| 1                                | Кевин Оуэнс победил Райбэка (с)                                                                                    | Одиночный матч за титул интерконтинентального чемпиона WWE                                                  | 9:32  |
| 2                                | Дольф Зигглер победил Русева (с Саммер Рэй)                                                                        | Одиночный матч                                                                                              | 13:47 |
| 3                                | Братья Дадли победили по дисквалификации Новый День (Биг И и Кофи Кингстона) (с) (с Ксавье Вудсом)                 | Командный матч за титулы командных чемпионов WWE                                                            | 9:57  |
| 4                                | Шарлотта победила Никки Беллу (с)                                                                                  | Одиночный матч за титул чемпионки див WWE. При проигрыше по отсчёту или дисквалификации Никки теряет титул. | 12:41 |
| 5                                | Семья Уайатта (Брэй Уайатт, Люк Харпер и Брон Строумэн) победили Романа Рейнса, Дина Эмброуза и Криса Джерико      | Командный матч 3х3                                                                                          | 13:04 |
| 6                                | Джон Сина победил Сета Роллинса (c)                                                                                | Одиночный матч за титул чемпиона Соединённых Штатов WWE                                                     | 16:01 |
| 7                                | Сет Роллинс (c) победил Стинга                                                                                     | Одиночный матч за титул чемпиона мира в тяжёлом весе WWE                                                    | 14:56 |
| (c) — чемпион на момент поединка | | |       |